# 林士街
林士街（英語：Rumsey Street）是香港的一條著名街道，位於香港島上環。街道為南北走向，由永樂街開始，穿過德輔道中及干諾道中，直達維多利亞港。

## 歷史
林士街於1905年通車，配合該處的船政署大樓落成，並以船政司羅伯特·默里·林士（Robert Murray Rumsey）命名。至1981年，為配合當時香港地鐵港島線上環站的工程，船政署大樓連同後方的星戲院（舊稱新世界戲院）拆卸，重建為維德廣場（今稱無限極廣場）。

## 林士街天橋
林士街天橋是香港4號幹線的一部份，於1990年1月啟用，連接干諾道西天橋與干諾道中。1990年代後期，林士街天橋東行增設了民寶街出口，通往中環碼頭一帶及將來中環灣仔繞道的入口。
為配合中環灣仔繞道西行接駁干諾道西天橋的工程，林士街天橋東行通往干諾道中的一段將會拆卸，屆時東行車輛必須改經民寶街出口離開林士街天橋。

## 林士站
林士街的地底設有一個車站大堂及空置地鐵月台，名為林士站，原本是預留作地鐵東九龍綫發展之用。然而由於這個計劃的改變，月台便一直廢置不用，其月台及大堂則併入了港鐵上環站E出口大堂的範圍之內。林士站傳出過鬼故及都市傳說。

## 沿線主要建築

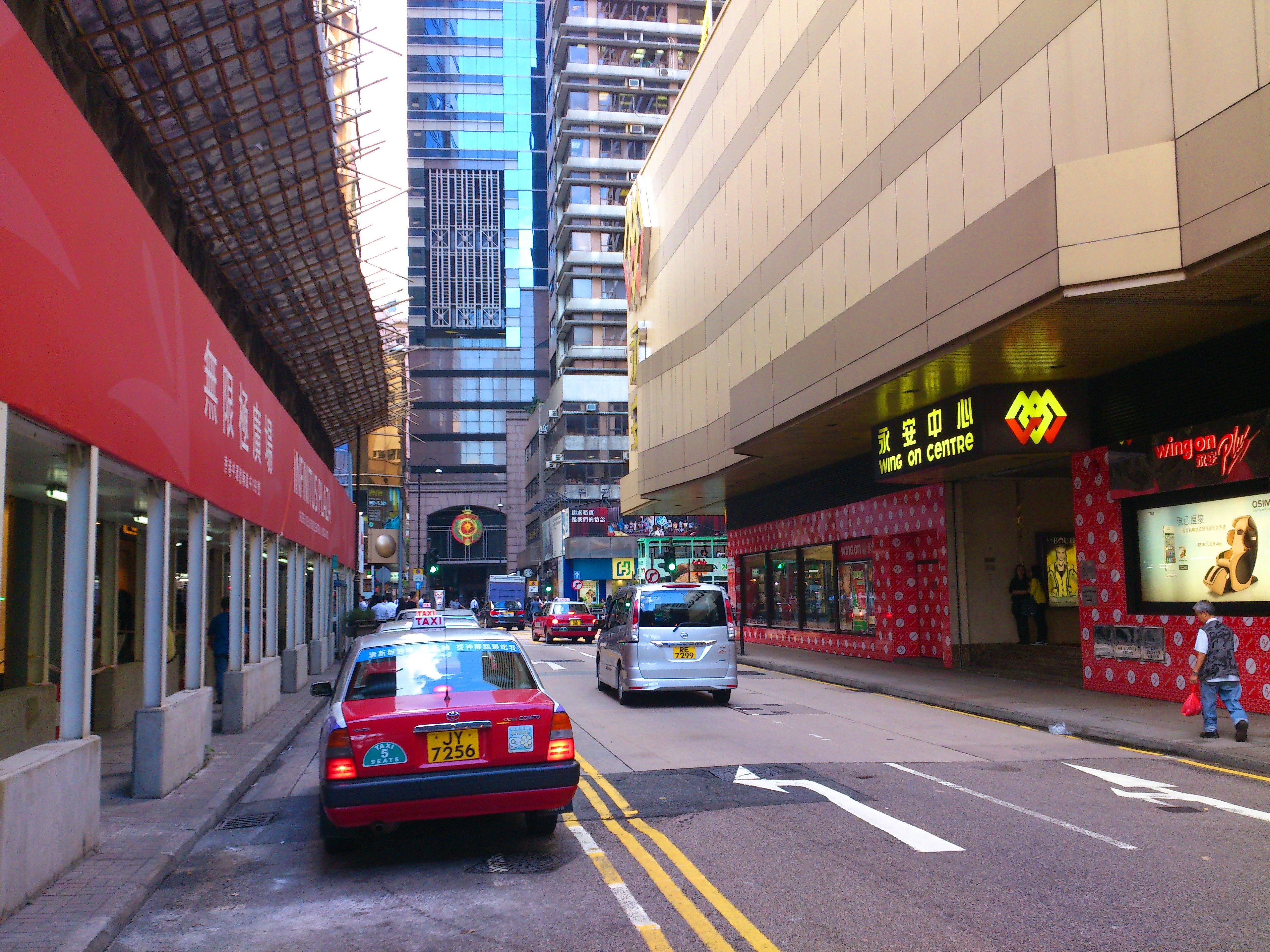
林士街近永安中心

- 無限極廣場
- 永安中心
- 統一碼頭（中環碼頭前身）
- 林士街停車場
- 中環（林士街）巴士總站[1]
- 中區行人天橋系統